# Грімія вірьовчана
Грімія вірьовчана (Grimmia funalis) — вид мохів порядку гріміальних (Grimmiales).

## Поширення
Батьківщиною є Європа, Північна Америка, Азія.
Населяє волога кисла порода; на висотах 500–2000 м.

## Характеристика
Рослини в щільних килимках, легко розпадаються, сірувато-зелені. Стебла 2–5 см. Листки зазвичай спірально розташовані, коли сухі, розпушені, коли вологі, ланцетні, 0.5–1.5 × 0.2–0.5 мм, притиснуті, рівномірної довжини по всьому стеблу, кілеві, краї рівні або загнуті з одного боку, у жіночих рослин остюки довгі та зубчасті, в чоловічі рослини дуже короткі або зовсім відсутні, край слабкий проксимально, виступає на абаксіальному боці. Вид дводомний. Коробочкові ніжки дугоподібні, 1.5–2 мм. Коробочка зрідка присутня, жовтувато-зелена.